# Jana Cova

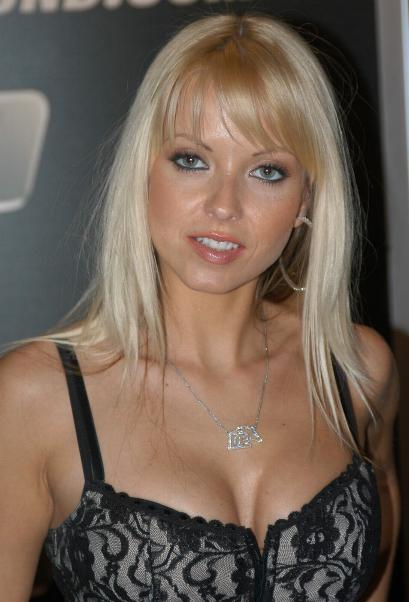
Jana Cova

Jana Cova (n. 13 aprilie 1980, Praga; ca Jana Oujeská) este o actriță porno și fotomodel, din Cehia. Ea fiind cunosctă și sub nume de Yana Cova. Jana a jucat în mai multe filme pornografice, fotografia ei a apărut în mai multe reviste ca: Hustler, Penthouse, High Society, Perfect 10, Leg Show, Mayfair, Frenzy și Club International.
1. ↑  „Jana Cova”, Internet Movie Database, accesat în 4 august 2021
2. ↑  Adult Film Index
3. ↑   https://www.metal-archives.com/artists/Jana_Cova/570663 Lipsește sau este vid: |title= (ajutor)